# Michael Gottwald
Pour les articles homonymes, voir Gottwald.
Michael Gottwald est un producteur de cinéma américain né à Richmond (Virginie)

## Biographie
Michael Gottwald fait ses études à la Collegiate School (en) de Richmond (Virginie), où certains de ses professeurs lui font découvrir le cinéma. C'est dans cette spécialité qu'il obtiendra en 2006 son diplôme à l'Université Wesleyenne de Middletown (Connecticut) et c'est au sein de cette université qu'il rencontre Benh Zeitlin, dont il produira notamment Les Bêtes du sud sauvage.
Il travaille aux campagnes pour l'élection de Barack Obama ("Obama for America") de 2008 et 2012.
Depuis 2007, il fait partie du collectif de cinéma Court 13.

## Filmographie
- 2008 : Glory at Sea de Benh Zeitlin
- 2012 : Tchoupitoulas de Bill Ross IV et Turner Ross (Documentaire)
- 2012 : Les Bêtes du sud sauvage de Benh Zeitlin (Documentaire)
- 2015 : Western de Bill Ross IV et Turner Ross (Documentaire)

## Récompenses et distinctions
- Oscars 2013 : Nomination pour l'Oscar du meilleur film (Les Bêtes du sud sauvage), conjointement avec Dan Janvey et Josh Penn